# François Dupeyron

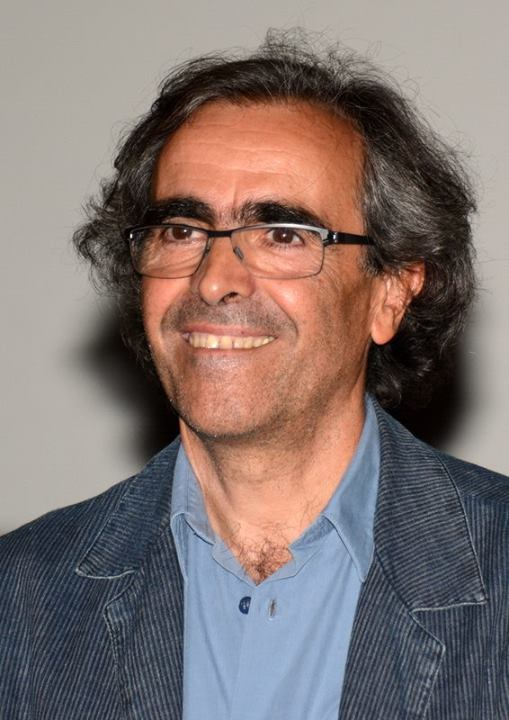
François Dupeyron (2013)

François Dupeyron (* 14. August 1950 in Tartas, Département Landes; † 25. Februar 2016) war ein französischer Regisseur und Drehbuchautor.

## Leben
Er studierte 1975 an der französischen Filmhochschule Institut des hautes études cinématographiques. 1988 drehte er mit Nächtliche Sehnsucht – Hemmungslos seinen ersten Spielfilm, der 1989 für den César in der Kategorie des Besten Erstlingswerks nominiert wurde. 2002 wurde sein Film Die Offizierskammer für den César für die Beste Regie und den Besten Film nominiert.

## Filmografie (Auswahl)
- 1988: Nächtliche Sehnsucht – Hemmungslos (Drôle d’endroit pour une rencontre)
- 1994: Die Maschine (La machine)
- 1999: Die Brücke von Ambreville (Un pont entre deux rives)
- 2001: Die Offizierskammer (La Chambre des officiers)
- 2003: Monsieur Ibrahim und die Blumen des Koran (Monsieur Ibrahim et les fleurs du Coran)
- 2006: Kleine Geheimnisse (Perl oder Pica)
- 2009: Der kleine Haustyrann (Trésor)
- 2013: Meine Seele für deine Freiheit (Mon âme par toi guérie)